# Nigeria i olympiska vinterspelen 2022
Nigeria deltog i de olympiska vinterspelen 2022 som ägde rum i Peking i Kina mellan den 4 och 20 februari 2022.
Nigerias lag bestod av en manlig längdåkare. Seun Adigun, som tävlade i bob 2018, var landets fanbärare vid öppningsceremonin. Adigun var lagets läkare i OS. Längdåkaren Samuel Ikpefan var fanbärare vid avslutningsceremonin.

## Längdskidåkning
Nigeria kvalificerade en manlig längdåkare till OS, Samuel Ikpefan. Det var första gången Nigeria tävlade i längdskidåkning vid olympiska vinterspelen. Ikpefan är en franskfödd skidåkare som valt att representera sin fars födelsenation i internationella tävlingar.
Ikpefan tävlade i två grenar. I herrarnas sprint slutade han på 73:e plats av 88 tävlande med en tid på 3.09,57 och kvalificerade sig inte för nästa omgång.
Distans
| Idrottare      | Gren                          | Final           | Final           | Final           |
| Idrottare      | Gren                          | Tid             | Diff.           | Placering       |
| -------------- | ----------------------------- | --------------- | --------------- | --------------- |
| Samuel Ikpefan | Herrarnas 15 km klassisk stil | Fullföljde inte | Fullföljde inte | Fullföljde inte |

Sprint
| Idrottare      | Gren             | Kval    | Kval      | Kvartsfinal      | Kvartsfinal      | Semifinal        | Semifinal        | Final            | Final            |
| Idrottare      | Gren             | Tid     | Placering | Tid              | Placering        | Tid              | Placering        | Tid              | Placering        |
| -------------- | ---------------- | ------- | --------- | ---------------- | ---------------- | ---------------- | ---------------- | ---------------- | ---------------- |
| Samuel Ikpefan | Herrarnas sprint | 3.09,57 | 73        | Gick inte vidare | Gick inte vidare | Gick inte vidare | Gick inte vidare | Gick inte vidare | Gick inte vidare |